# Gulgrönalger
Gulgrönalger (Xantophyceae) är klass alger inom gruppen heterokonter. De flesta arter är terrestra (till exempel i blöt jord) eller limniska; endast ett fåtal är marina. Algerna har klorofyll a och c. Karotenoider inkluderar diadinoxantin, heteroxantin och vaucheriaxantinester. Till skillnad från flertalet andra algklasser inom heterokonterna, saknar gulgrönalgerna fukoxantin. Färgen varierar från gulgrönt till svart. Gulgrönalgerna anses vara de närmaste släktingarna till brunalgerna. Totalt finns 582 arter. Slangalgen Vaucheria förekommer i Östersjön.

## Morfologi och anatomi

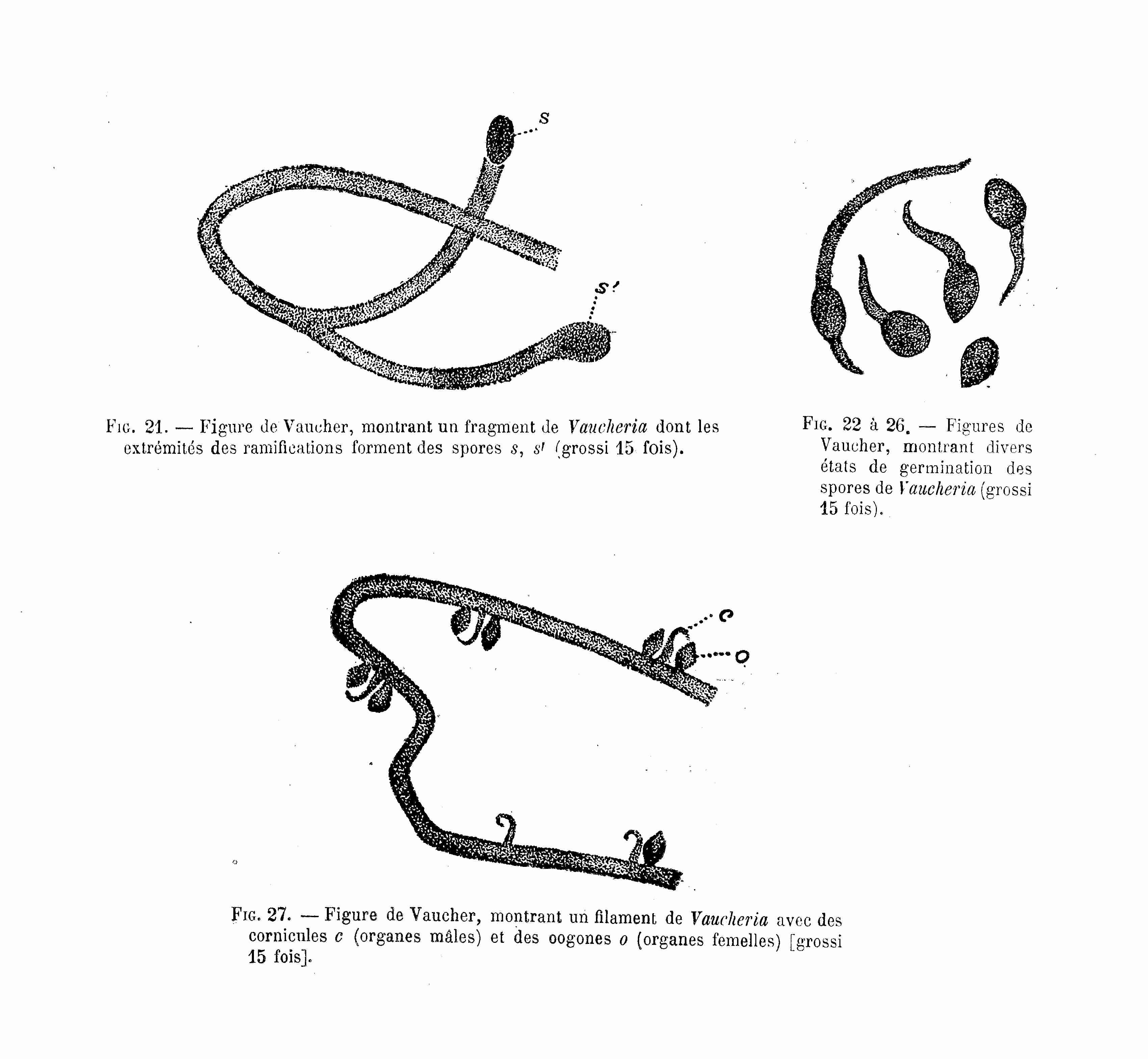
slangalgen Vaucheria

Stipitococcus i ordningen Rhizochloridales

Cellstrukturen varierar beroende på ordning. Hos ordningen Mischococcales är cellerna små och kockoida medan algerna i ordningen Tribonematales bildar trådliknande strukturer (vilka inte är coenocytiska). Algerna i ordningen Botrydiales bildar coenocytiska klotformiga bålstrukturer vilka har rottrådar (rhizoider). Arterna i ordningen Rhizochloridales är amöbaliknande.
Slangalgerna, ordningen Vaucheriales, bildar, såsom namnet antyder, långa trådformiga strukturer, vilka är coenocytiska, d.v.s. saknar mellanväggar. Cellinnehållet kan därför strömma runt i den mycket avlånga cellen. Den runda cellen används som lins vilket förmår fokusera solljuset i kanten på cellen. Det kan förklara varför kloroplasterna samlas i nära cellväggen då Vaucheria belyses med solljus. I mitten återfinns istället en stor vakuol.
Gulgrönalgerna har en ögonfläck placerad i kloroplasten.

## Systematik och fylogeni
Gulgrönalgerna tillhör gruppen heterokonter (Stramenopiles) och anses vara brunalgernas närmast levande släktingar.
Det har påvisats att den traditionella systematiken inom gulgrönalgerna inte korrekt återspeglar fylogenin. Uppdelningen i de traditionella ordningarna har, såsom antyds ovan, utgått från morfologin. Men även med hjälp av ultrastrukturella metoder blir korrekt avgränsning mycket svår. Nya molekylärbiologiska analyser (på DNA-data) har medfört att en ordentlig revision av taxonomin inom gulgrönalgerna krävts. Exempelvis har såväl Botrydiales, Mischococcales och Tribonematales visats vara polyfyletiska. Analyserna har också visat att diversiteten inom klassen är avsevärt större än vad som tidigare uppskattats.

## Livscykel
Asexuell förökning sker med hjälp av flagellförsedda zoosporer, orörliga aplanosporer eller med hjälp av fragmentering. Sexuell reproduktion är endast känd hos vissa släkten. Hos Vaucheria förekommer en diplontisk livscykel: reduktionsdelningen (meiosen) sker precis före bildandet av gameterna. Hos Vaucheria förekommer oogami. Frånsett gameterna är Vaucheria i övrigt helt och hållet diploid. Hos andra släkten som Botrydium förekommer både isogami och anisogami.